# 1976 في ليبيا
فيما يلي قوائم الأحداث التي وقعت خلال عام 1976 في ليبيا.

## أفلام
من الأفلام التي صدرت هذه السنة في ليبيا:
- 1 يناير – الرسالة من إخراج مصطفى العقاد، أندرو مارتون.
- 1 يناير – الضوء الأخضر

## مواليد

### نوفمبر
- 5 نوفمبر – جورج خباز فنان لبناني.

### ديسمبر
- 25 ديسمبر – عائشة القذافي

## وفيات

### يناير
- 1 يناير – محمد الساقزلي (مواليد 1892)